# Rameau profond de l'artère circonflexe fémorale médiale
Le rameau profond de l'artère circonflexe fémorale médial est une artère du membre inférieur située dans la cuisse.
La rameau profond de l'artère circonflexe fémorale médiale naît du rameau descendant de l'artère circonflexe fémorale médiale et se dirige vers le haut sur le tendon du muscle obturateur externe et devant le muscle carré fémoral vers la fosse trochantérienne, où elle s'anastomose avec des rameaux des artères glutéale supérieure et inférieure.